# Stylidium hymenocraspedum
Stylidium hymenocraspedum este o specie de plante dicotiledonate din genul Stylidium, familia Stylidiaceae, ordinul Asterales, descrisă de Wege. Conform Catalogue of Life specia Stylidium hymenocraspedum nu are subspecii cunoscute.